# 奥尔穆瓦莱塞克斯方丹
奥尔穆瓦-莱塞克斯方丹（法語：Ormoy-lès-Sexfontaines，法語發音：[ɔʁmwa lɛ sɛksfɔ̃tɛn]，意为“塞克斯方丹附近的奥尔穆瓦”）是法国上马恩省的一个市镇，位于该省中部偏西，属于肖蒙区。

## 地理
奥尔穆瓦-莱塞克斯方丹（48°13'13"N, 5°4'2"E）面积5.53 平方千米，位于法国大東部大區上马恩省，该省份为法国东北部内陆省份，北起马恩省和默兹省，西接奥布省，西南接科多尔省，东南接上索恩省，东临孚日省。
与奥尔穆瓦-莱塞克斯方丹接壤的市镇（或旧市镇、城区）包括：阿内维尔拉普赖里、马尔贝维尔、默尔、乌丹库尔、塞克斯方丹、马恩河畔松库尔。
奥尔穆瓦-莱塞克斯方丹的时区为UTC+01:00、UTC+02:00（夏令时）。

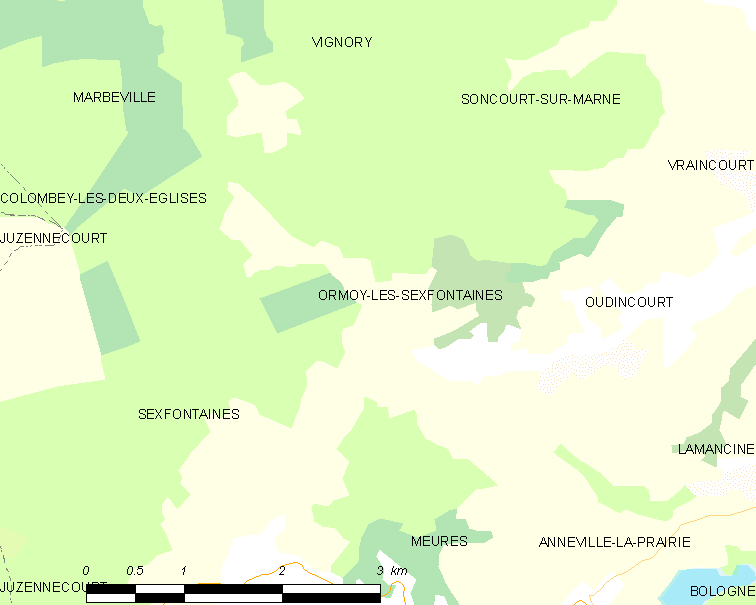
奥尔穆瓦-莱塞克斯方丹的OSM定位图

## 行政
奥尔穆瓦-莱塞克斯方丹的邮政编码为52310，INSEE市镇编码为52367。

## 政治
奥尔穆瓦-莱塞克斯方丹所属的省级选区为博洛涅县。

## 人口
奥尔穆瓦-莱塞克斯方丹于2022年1月1日时的人口数量为40人。

1962-2008年间奥尔穆瓦-莱塞克斯方丹人口变化图示